# Карпенково (Сумская область)
Карпенково (укр. Карпенкове) — село,
Череповский сельский совет,
Бурынский район,
Сумская область,
Украина.
Код КОАТУУ — 5920988803. Население по переписи 2001 года составляло 58 человек .

## Географическое положение
Село Карпенково находится на расстоянии в 1,5 км от левого берега реки Курица.
Примыкает к сёлам Николаевка и Бошевка.
По селу протекает пересыхающий ручей.